# Intelligent Community Forum
El Intelligent Community Forum (ICF por sus siglas en inglés), o "Foro de Comunidades Inteligentes", es una organización sin fines lucrativos para investigación en políticas sociales y en modernización, orientadas a la creación de empleos y al desarrollo económico, en  el marco de una economía de banda ancha. Este grupo se centra especialmente en los efectos económicos de las buenas prácticas respecto del uso de la banda ancha de comunicaciones con base en una comunidad, y también promueve una premiación anual para comunidades inteligentes destacadas, distinción a la que llama Intelligent Community Awards.

## Misión

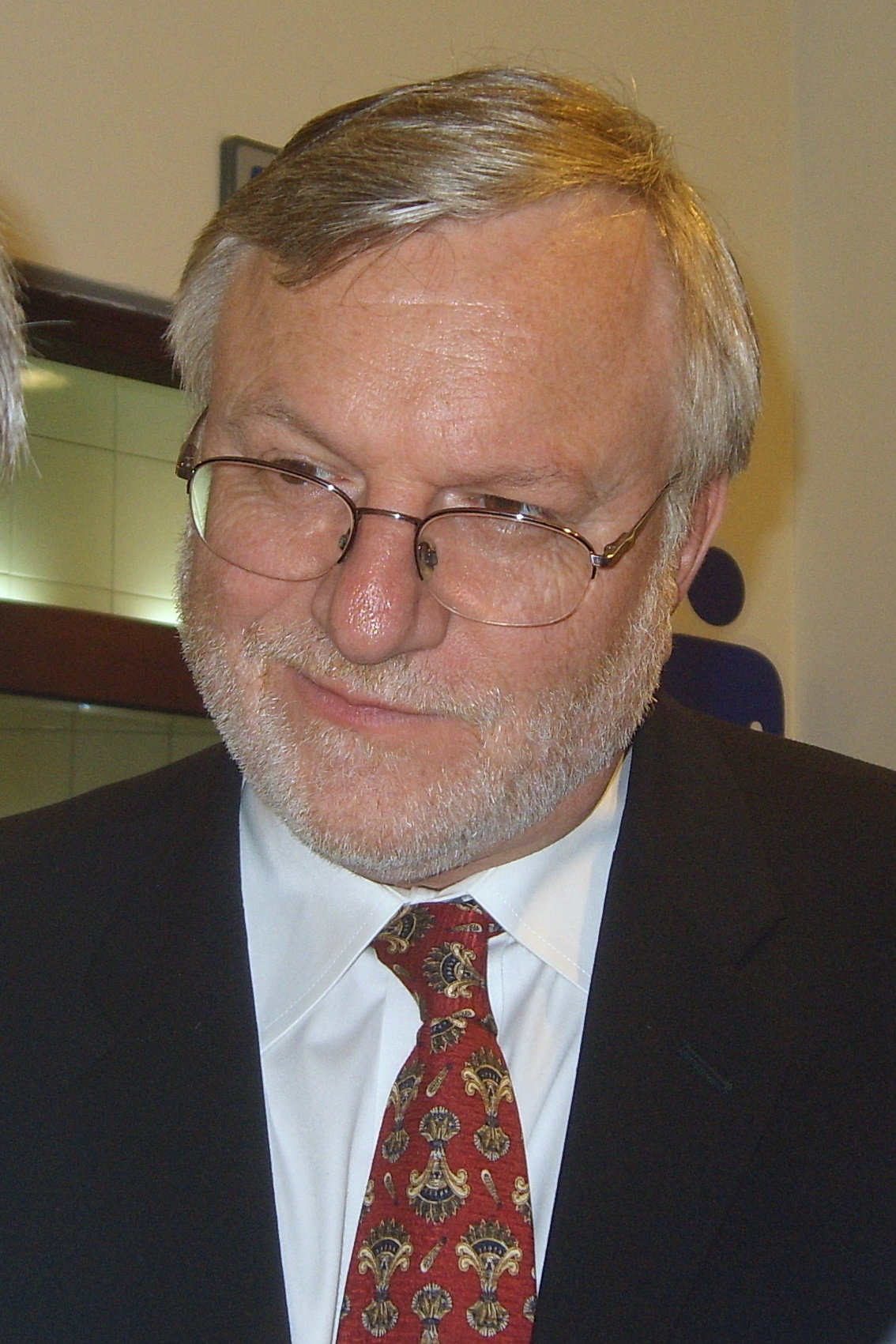
John G. Jung, Presidente de 'ICF' (2008).

El Foro de Comunidades Inteligentes (ICF) es una usina de ideas (o think tank) que estudia el desarrollo social y económico en comunidades avanzadas del siglo XXI.
Tanto en países industrializados como en los que están en vías de desarrollo, las comunidades hoy día son exigidas a crear prosperidad, estabilidad, y vida cultural diversa y enriquecida, en un mundo en el cual empleos, inversiones, y conocimientos, dependen cada vez más de los avances en las comunicaciones. Para una comunidad del siglo XXI que se precie de estar a la altura de los tiempos, la conectividad es un cuchillo de dos filos: uno de los lados amenaza las formas establecidas de vida y las estrategias de supervivencia de las familias, y el otro lado ofrece nuevas y poderosas herramientas y orientaciones, para construir economías prósperas e inclusivas, y ambientalmente sustentables.
El ICF busca compatibilizar las mejores prácticas que puedan aplicarse en comunidades inteligentes de todo el mundo, orientadas para que puedan articularse convenientemente con la nueva economía de banda ancha, auxiliando o preparando en la medida de lo posible a las comunidades de cualquier parte a profundizar en renovación, innovación, y crecimiento sustentable. 
El ICF promueve investigaciones, conferencias, y publicaciones, y también organiza premios anuales, vías por las que entiende debe transitar con los recursos financieros y humanos de que dispone, y a efectos de:
- Identificar y explicar la importancia de la economía de banda ancha, y su posible impacto a niveles locales y regionales. Esa es una nueva economía global que de todas formas está surgiendo en todo el mundo, en forma despareja y con algunas falencias, por la oferta de banda ancha que se va expandiendo cada día más, a niveles internacional, nacional, y local. En la economía de banda ancha, la adaptabilidad y las habilidades son más importantes que el legado que pueda haberse recibido, así como también es sumamente importante la innovación, todo lo que podría dar una ventaja competitiva, si llega a ser bien enfocado.

- Desarrollar y compatibilizar buenas prácticas usadas por las comunidades, en sus adaptaciones a los cambios en el ambiente económico global, e investigar a efectos de caracterizar cómo los ciudadanos y las empresas orientan sus acciones, a efectos de obtener prosperidad. Obviamente, no hay un modelo perfecto para el desarrollo y la modernización en la economía de banda ancha. Así que cada comunidad, debe implementar estrategias adecuadas basadas en su propia historia, sus desafíos particulares, y sus recursos, y superar obstáculos específicos locales, para hacer operativos sus programas y sus proyectos. Pero con estrategias bien implementadas y efectivas, se deben compatibilizar muchos elementos entre sí, y hay detalles de tipo práctico que por lógica pueden pasar desapercibidos en los primeros estudios, así que puede resultar muy conveniente para una comunidad y sus técnicos, conocer con cierto detalle las experiencias ya vividas en otras comunidades, para así aprender de los éxitos y de los fracasos que puedan haberse presentado. Y así, articulando la propia experiencia con la de otros, eventualmente se podrían acelerar los desarrollos disminuyendo costos.

- Celebrar conquistas de comunidades que han logrado vencer sus particulares desafíos en forma acorde a la economía y a las posibilidades del siglo XXI. Comunidades en todo mundo están haciendo grandes esfuerzos para superar desafíos antiguos con estrategias nuevas, y poner en práctica programas y políticas eficaces. El ICF celebra aciertos y lideranzas, a través de un sistema de premios que cubre todo el planeta, y que cada año procura destacar y dar difusión a los mejores modelos a seguir, destacando sus conquistas y las recomendaciones que emergen de estas experiencias.

Para el ICF, una comunidad es una villa, una aldea, una ciudad, o un área metropolitana, o incluso hasta una provincia, un Estado, o una región mayor o menor, a condición de que tenga una identidad bien definida, y cierta habilidad para actuar en forma más o menos unificada o coordinada, como si se tratara de una entidad única. Sin duda es importante que el grupo de personas concernidas, y que las instituciones y empresas involucradas, puedan dejar de lado al menos en parte sus pequeñas diferencias y sus intereses enfrentados, para compatibilizar sus acciones en pro de la comunidad y en beneficio de todos.

## Premios
Desde 1999, el ICF otorga los premios anuales Comunidad Inteligente, Predio Inteligente, Tecnología de Comunidad Inteligente, y Visionario de Comunidad Inteligente. Los ganadores reciben un premio, así como materiales de presentación y apoyo para la mejor difusión de la distinción recibida entre sus allegados y otras partes interesadas.. 
Las premiaciones a las comunidades inteligentes son anunciadas y ofrecidas en la conferencia anual de la ICF, cuyo lema es Construyendo la economía de banda ancha (en inglés: Building the Broadband Economy), y que se realiza en la ciudad de Nueva York, en asociación con el Instituto Politécnico de la Universidad de Nueva York.

### Comunidad Inteligente del Año
La Comunidad Inteligente del Año es escogida en la etapa final de un proceso de evaluación que dura 10 meses, y que comienza con la selección de las Smart 21 Communities —literalmente "21 Comunidades Expertas"—, a las que se otorga la calificación de "Comunidades preparadas para el siglo XXI". La selección final de la comunidad inteligente más destacada de ese año, está basada en investigaciones y evaluaciones a cargo de la empresa 'E&B Data', de Montreal, Canadá, la que desarrolla productos digitales innovadores, muy orientados a la toma de decisiones.

### Ganadores del Premio Comunidad Inteligente del Año
- 2010 - Suwon, Corea del Sur
- 2009 - Estocolmo, Suecia
- 2008 -  Gangnam-Gu, Corea del Sur
- 2006 - Taipéi, Taiwán
- 2005 - Mitaka, Japón
- 2004 - Glasgow, Escocia, Reino Unido
- 2002 - Calgary, Alberta, Canadá & Seúl, Corea del Sur
- 2001 - Nueva York, Nueva York, USA
- 2000 - LaGrange, Georgia, EUA
- 1999 - Singapur

### Premiaciones para Predios, Tecnología, Visionarios, y Fundadores

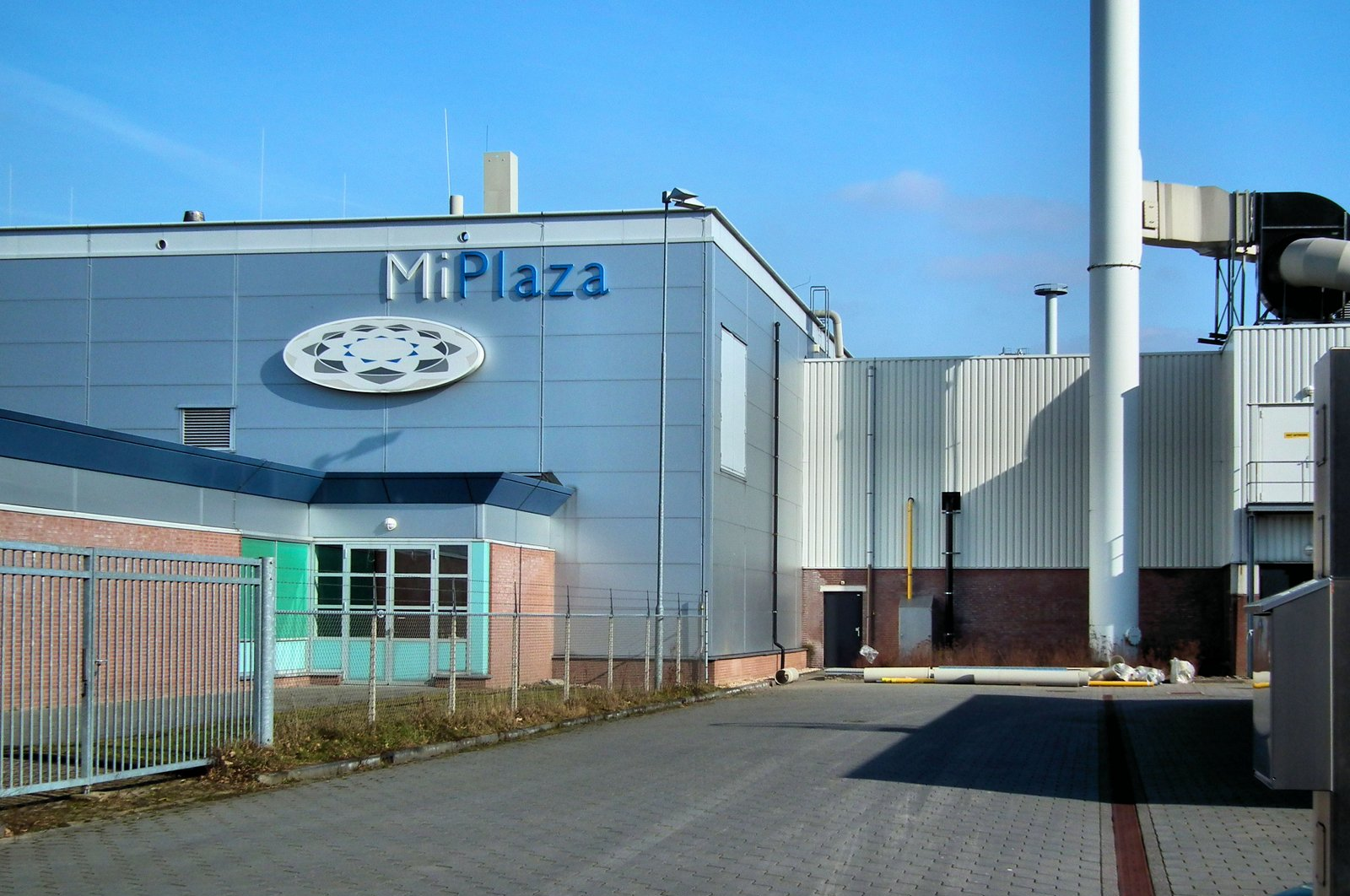
High Tech Campus Eindhoven (Países Bajos): premio "Intelligent Community Forum" del año 2011.

Los ganadores de los premios anuales de 'Predio Inteligente', 'Tecnología para Comunidades Inteligentes', 'Visionario', 'Fundador', y 'Comunidad Inteligente', son otorgados por el ICF, basados en indicaciones de técnicos y consultores, así como de compañías y especialistas del ramo.

### Premiaciones de 2009
- Andrea Santini, Prefecto Issy-les-Moulineaux, Francia - Visionario de Comunidad Inteligente del Año
- Condado de Taoyuan, Taiwán - Premio de Fundador en 2009
- Andrew Spano, jefe del condado, Condado de Westchester, Nueva York, EUA - Premio de Fundador en 2009
- Dave Carter, Presidente, Manchester Digital Development Agency, Mánchester, Gran Bretaña - Premio de Fundador en 2009

### Premiaciones de 2008
- Scot Rourke, Director Ejecutivo de 'OneCommunity', Cleveland, Ohio, Estados Unidos - Visionario de Comunidad Inteligente del Año
- X-Road, Tallin, Estonia - Premio Fundador de 2009
- Educación a Distancia de (Academic Aptitude Broadcasting, en inglés) Gangnam-Gu, Seúl, Corea del Sur - Premio de Fundador en 2008

### Premiaciones de 2007
- Jimmy Wales, Cofundador, Wikipedia, Inc. & Angela Beesley, Fundadora, Wikia, Inc. - Visionarios de Comunidad Inteligente del Año
- Parque Cornell de Agricultura y Alimentación (en inglés Cornell Agriculture & Food Technology Park) - Instalación Inteligente del Año
- Sunderland, Gran Bretaña - Premio por el conjunto de la obra

### Premiaciones de 2006
- MaRS Centre, Toronto, Ontario, Canadá - Predio Inteligente del Año
- Ministerio de Comunicaciones de Afganistán - Visionario de Comunidad Inteligente del Año

### Premiaciones de 2005
- Ebene Cyber Tower, Mauricio - Predio Inteligente del Año
- Nova Parceria para o Desenvolvimento da África (NEPAD) - Visionario de Comunidad Inteligente del Año

### Premiaciones de 2004
- Ciberpuerto, Hong Kong, China - Predio Inteligente del Año

## Eventos
Building the Broadband Economy Conference - BBE', o "Conferencia 'Construyendo la Economía de Banda Ancha' - BBE"
Organizada por ICF junto al 'Instituto Politécnico de la NYU', y su 'Instituto de Tecnología y Empresas', la conferencia 'Construyendo la Economía de Banda Ancha' (BBE) es un punto de encuentro internacional para el intercambio de ideas entre funcionarios de los gobiernos y sus proveedores privados en telecomunicaciones y en soluciones innovadoras, consultores y servicios de consultoría, empresas de la construcción, etc.
La BBE es una oportunidad única para aprender de las comunidades más avanzadas e innovadoras del mundo, en relación con cómo apoyaron y establecieron su propia realidad de economía de banda ancha, a veces llevada adelante con grandes dificultades y contratiempos. La reunión presenta sin duda una perspectiva global sobre las mejores maneras de establecer una estructura de banda ancha, atraer trabajadores en el área del conocimiento y la innovación, implementar programas de e-gobierno que contribuyan al crecimiento económico y reduzcan la exclusión digital, etc.

## Destacadas referencias externas del sitio digital oficial de la 'ICF'
- Top7 Intelligent Communities of the Year
- The Smart21 Communities
- Intelligent Community of the Year
- Awards Program
- About ICF
- About Intelligent Communities
- Community Accelerator Programs
- The Broadband Economy